# 薩姆·斯坦敦
薩姆·斯坦敦（英語：Sam Stanton；1994年4月19日—）是一位蘇格蘭足球運動員。在場上的位置是中場。他現在效力於蘇格蘭足球超級聯賽球隊希伯尼安足球俱乐部。他也代表蘇格蘭各級青年國家足球隊參賽。

## 外部連結
- Scotland stats （页面存档备份，存于） at Scottish FA